# Eli and the Thirteenth Confession
Eli and the Thirteenth Confession je druhé studiové album americké zpěvačky Laury Nyro. Vydáno bylo v březnu roku 1968 společností Columbia Records a spolu se zpěvačkou jej produkoval Charles Calello. Calello je rovněž aranžérem písní. Deska se umístila na 181. příčce hitparády Billboard 200. Časopis Uncut desku zařadil mezi sto nejlepších alb všech dob. V roce 2002 bylo album vydáno v remasterované verzi se třemi bonusovými nahrávkami.

## Seznam skladeb
Autorkou všech skladeb je Laura Nyro.
1. Luckie – 3:00
2. Lu – 2:44
3. Sweet Blindness – 2:37
4. Poverty Train – 4:16
5. Lonely Women – 3:32
6. Eli's Comin' – 3:58
7. Timer – 3:22
8. Stoned Soul Picnic – 3:47
9. Emmie – 4:20
10. Woman's Blues – 3:46
11. Once It Was Alright Now (Farmer Joe) – 2:58
12. December's Boudoir – 5:05
13. The Confession – 2:50

Bonusy na reedici (2002)
1. Lu (demoverze) – 2:37
2. Stoned Soul Picnic (demoverze) – 3:37
3. Emmie (demoverze) – 4:25

## Obsazení
- Laura Nyro – zpěv, klavír
- Ralph Casale – kytara
- Chet Amsterdam – kytara
- Hugh McCracken – kytara
- Chuck Rainey – basa
- Chet Amsterdam – basa
- Artie Schroeck – bicí, vibrafon
- Buddy Saltzman – bicí
- Dave Carey – perkuse
- Bernie Glow – trubka
- Pat Calello – trubka
- Ernie Royal – trubka
- George Young – saxofon
- Zoot Sims – saxofon
- Wayne Andre – pozoun
- Jimmy Cleveland – pozoun
- Ray DeSio – pozoun
- Joe Farrell – saxofon, flétna
- Paul Griffin – klavír